# Skull & Bones
Skull & Bones е петият студиен албум на рап групата Cypress Hill. Албумът съдържа 2 диска, но в действителност той не толкова дълъг и може да се запише на един диск. Идеята е албумът да е разделен на 2 части – рап албум (Skull) и рок албум (Bones). В албума участват Everlast, Eminem, N.O.R.E. и отделни членове на Fear Factory, Rage Against the Machine и Deftones.
Албумът е продал повече от 2 милиона копия.

## Песни

### Skull (Disc 1)
1. Intro – 1:52
2. Another Victory – 3:11
3. (Rap) Superstar – 4:53
4. Cuban Necktie – 4:13
5. What U Want from Me – 3:50
6. Stank Ass Hoe – 5:09
7. Highlife – 3:53
8. Certified Bomb – 4:03
9. Can I Get a Hit – 2:47
10. We Live This Shit – 4:20
11. Worldwide – 2:45

### Bones (Disc 2)
1. Valley of Chrome – 4:04
2. Get Out of My Soul/Head – 3:31
3. Can't Get the Best of Me – 4:15
4. A Man – 3:08
5. Dust – 3:56
6. (Rock) Superstar – 4:37
7. Jack You Back – 3:32